# Сухинов Іван Іванович
Сухинов Іван Іванович (1795, Краснокам'янка, Олександрійський повіт, Херсонська губернія, Російська імперія — 1 грудня 1828, Зерентуй, Нерченський гірський округ) — декабрист, поручник Олександрійського гусарського полку, учасник повстання Чернігівського полку.

## Біографія
Походив з дворян Херсонської губернії. Батько — Іван Трохимович Ємельянов-Сухинов, столоначальник Нижчого земського суду в Крилові, потім мешкав на власній землі поблизу військового поселення Краснокам'янка Олександрійського повіту Херсонської губернії, де був волосним головою.
1809 — в службу вступив рядовим в Лубенський гусарський полк. Учасник війни з наполеонівською Францією 1812 року у складі 3-ї західної армії і закордонних походів російської армії 1813—1814 років. Під Лейпцигом був важко поранений. За ранами призначений до Херсонської інвалідної команди. По одужанню, в 1816 році, переведений до Ізюмського гусарського полку.
1817 — юнкер.
1818 — підпрапорщик, переведений до Чернігівського піхотного полку.
1819 — прапорщик.
1823 — підпоручник.
1825 — поручник, переведений до Олександрійського гусарського полку.
Член Товариства об'єднаних слов'ян. В вересні 1825 року — прийнятий до Південного товариства. Один з найактивніших учасників повстання Чернігівського полку. Разом із Анастасієм Кузьміним, Веніаміном Соловйовим, Михайлом Щепілло визволив із-під арешту Сергія Муравйова-Апостола.
Після розгрому повстання втік. Заарештований 15 лютого у Кишиневі. Військовим судом засуджений до смертної кари, за конфірмацією від 12.07.1826 року проговорений до каторжних робіт довічно. Прибув до Читинського острогу 12 лютого 1828 року, звідти був відправлений у Зерентуйський рудник, де відбував каторгу разом із Веніаміном Соловйовим і Олександром Мозалевським.
Розробив на засланні план заколоту з метою визволення декабристів і усіх каторжан Нерчинської копальні. Передбачалося захоплення зброї. Повстання планувалося розпочати 25 травня 1828 року о 22 годині, підготовка до нього розпочалася ще 1827 року. Не мав надії на підтримку декабристів, тому до свого плану залучав інших каторжан, селянського походження. Пункт збору повстанців — кладовище. Але знайшовся зрадник, учасник заколоту Олексій Казаков видав рудничному керівництву повстанців та їх плани. Казаков був вбитий заколотниками, але вже було запізно. Учасники повстання були заарештовані. Під час слідства Іван Сухинов ні в чому не зізнався. Страта над учасниками заколоту була жахливою. Іван Іванович Сухинов засуджений до покарання 300 ударів батогом, тавруванню і смертної кари. Повісився у в'язниці напередодні виконання вироку.